# Schizoprymnus szelenyii
Schizoprymnus szelenyii är en stekelart som beskrevs av Papp 1991. Schizoprymnus szelenyii ingår i släktet Schizoprymnus och familjen bracksteklar. Inga underarter finns listade i Catalogue of Life.